# 제노니
제노니(Genoni, 사르데냐어: Geroni)는 이탈리아 사르데냐주 수드사르데냐도에 있는 코무네이다. 칼리아리 북쪽으로 약 70 킬로미터 (43 mi), 오리스타노 남동쪽으로 약 35 킬로미터 (22 mi) 떨어져 있다.
제노니는 다음 코무네들과 경계를 이룬다: 알바자라, 아솔로, 제누리, 제스투리, 곤노스노, 라코니, 누라구스, 누레치, 세추, 시니.